# Зороастр (танкер)
«Зороастр» — первый в мире самоходный металлический (из бессемеровской стали) нефтеналивной паровой танкер. Был построен в 1877—78 годах по заказу «Товарищества братьев Нобель» на Линдхольменской верфи в Гётеборге, принадлежавшей в то время акционерному обществу Мотала Веркстад (AB Motala Verkstad). Назван в честь пророка религии Зороастризма, основанной на поклонении огню. Пароход грузоподъемностью 15 тысяч пудов (242 тонны) использовался для доставки керосина наливом из Баку в Царицын (ныне Волгоград) и Астрахань.
14 ноября 1948 года на небольшую каменистую гряду «Чёрные камни», в 42 км к юго-востоку от Апшеронского полуострова, был высажен десант геологов и буровиков. Были построены домик на сваях и электростанция, а 24 июня 1949 началось разведочное бурение. Через год с глубины 1100 метров забил нефтяной фонтан. «Чёрные камни» были переименованы в «Нефтяные Камни». На месте каменистой банки был сооружен искусственный остров площадью 7000 гектаров. Для создания основания на месте гряды были затоплены 7 списанных кораблей, в том числе «Зороастр».